# Matanibike
Matanibike ist eine Siedlung im nördlichen Teil des pazifischen Archipels der Line Islands nahe dem Äquator im Staat Kiribati mit einer Landfläche von 0,23 km². Im Jahr 2020 wurden dort 296 Einwohner gezählt.

## Geographie
Matanibike liegt zusammen mit Tangkore im Westen der Insel Teraina (früher auch Washington, New York oder Prospectus Island genannt). Im Ort befindet sich die Government Station. Haupterwerbszweige sind Kokosanbau und Fischerei. Im Osten liegen die Torfmoore East Bog und  West Bog. Im Südosten schließt sich Arabata an. Zwischen den beiden Orten gibt es einen Kanal, der zu den Mooren im Landesinneren führt.

## Klima
Das Klima ist tropisch heiß, wird jedoch von ständig wehenden Winden gemäßigt. Ebenso wie die anderen Orte der südlichen Line Islands wird Matanibike gelegentlich von Zyklonen heimgesucht.